# Geert Wilders
Geert Wilders (6. rujna 1963.) nizozemski je političar. Utemeljitelj je populističke i euroskeptične Partij voor de Vrijheid (PVV) (Stranka za slobodu) koja je nakon izbora 2010. godine treća najsnažnija stranka u Nizozemskoj. 
Wilders snažno kritizira islam zbog čega ga njegovi protivnici optužuju za islamofobiju. U 2008. objavio je film "Fitna" koji govori o islamu kao agresivnoj religiji koja je nasilna prema, među ostalim, ženama, homoseksualcima i Židovima. Isti film prikazan je 2009. u američkom Kongresu slijedom poziva republikanskog senatora. Godine 2010. dvoje lordova gornjeg doma britanskog parlamenta pozvali su Wildersa na prikazivanje navedenog filma no Wildersu je zabranjen ulazak u Veliku Britaniju na traženje britanskog ministarstva unutarnjih poslova. Britanski sud je naknadno dokinuo zabranu. Sam Wilders kaže da se se protivi "islamizaciji Nizozemske te da se njegova politika zasniva na "judeo-krišćanskim vrijednostima". Wilders se zalaže za oporezivanje žena koje nose burke, zabranu daljnjeg doseljenja muslimana, kao i gradnje novih džamija. 
U kolovozu 2007., pozvao je na zabranu Kurana, upoređujući ga s Mein Kampfom te mu je bilo suđeno zbog "poticanja mržnje i diskriminacije". Suđenje je započelo u listopadu 2010. godine, a završilo je u lipnju 2011. kada je Wilders oslobođen svih optužbi. Sudac je u obrazloženju presude rekao da se radi o legitimnom političkom diskursu, iako se isti nalazi u "rubnom području". 

## Vanjske poveznice
- Weblog Geertwilders (nizoz.)
- Partij voor de Vrijheid (nizoz.)
- Biography and writings of Geert Wilders at The Hudson Institute
- Collected news and coverage at The New York Times
- Writings about Geert Wilders at The Legal Project